# Wierchowa
Wierchowa – szczyt w Gorcach o wysokości 940 m n.p.m. Położony jest na długim grzbiecie odchodzącym od Turbacza do Rabki, pomiędzy szczytem Bardo (948 m) a Maciejową (815 m). Po północnej stronie jego zbocza opadają do doliny potoku Słonka, z jego południowych zboczy spływa Potok za Twarogiem i Potok Worwów (dopływy Poniczanki). Szczyt jest zalesiony. Po zachodniej jego stronie znajduje się duża polana Przysłop ze schroniskiem Bacówka na Maciejowej, po północnej stronie, przy szlaku turystycznym znajduje się nieduża, podłużna polana Zimna Woda. Na obrzeżu tej polanki znajduje się źródło Zimna Woda, a na nim ujęcie wody dla schroniska. Północnymi zboczami Wierchowej prowadzą 2 szlaki turystyczne omijające jej wierzchołek.
Szczyt ten niegdyś mógł być nazywany Turbaczem.

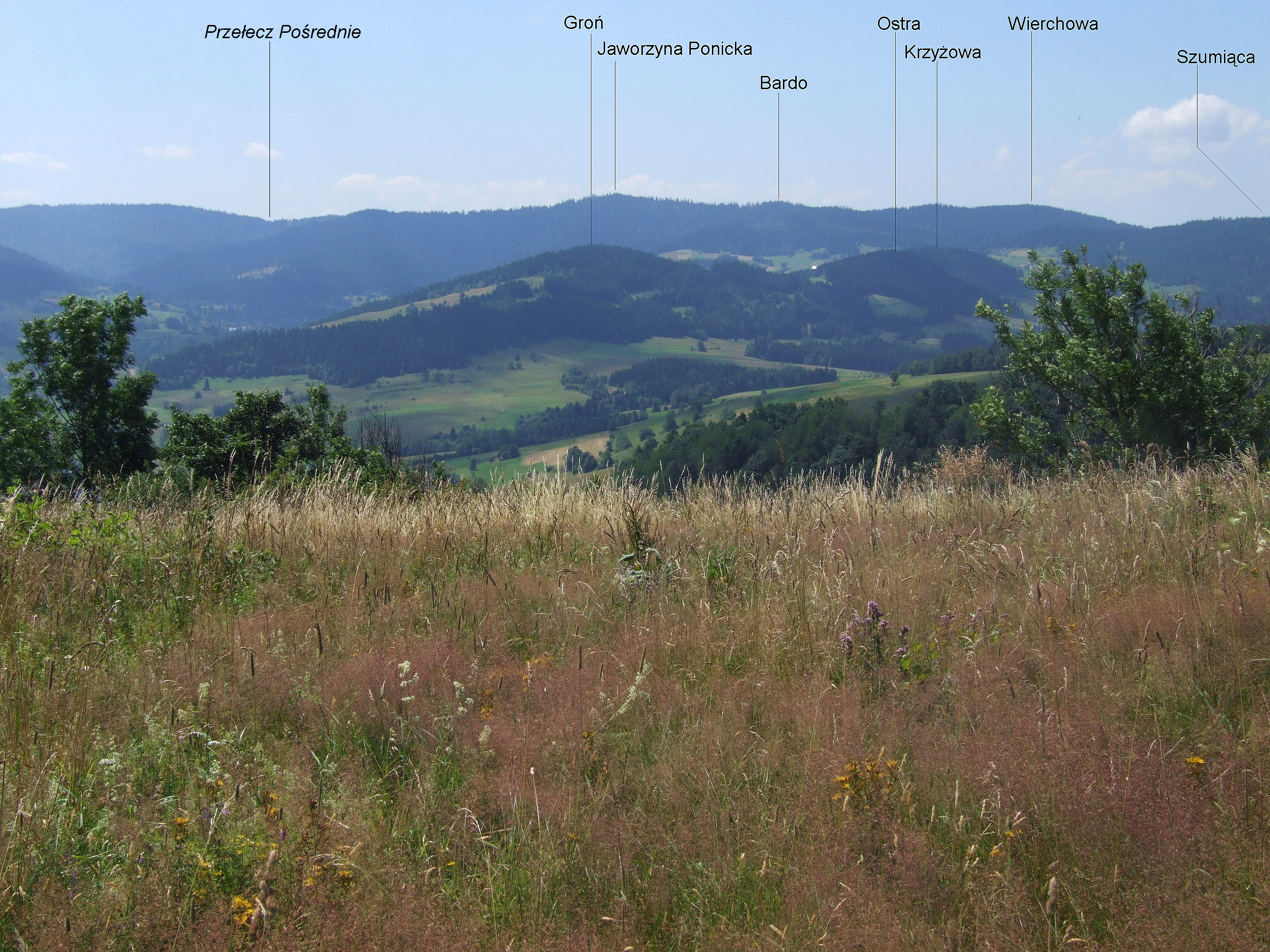
Widok z Potaczkowej

## Szlaki turystyczne
(Główny Szlak Beskidzki) z Rabki-Zdrój przez Maciejową, Wierchową, Przełęcz Pośrednie, Stare Wierchy i Obidowiec na Turbacz. Czas przejścia: około 5.15 h, ↓ 4 h
 z Poręby Wielkiej do Bacówki na Maciejowej. Czas przejścia: około 1.15 h, ↓ 0.50 h.